# Mac Tonnies
Mac Tonnies (n. 20 august 1975, Independence⁠(d), Missouri, SUA – d. 18 octombrie 2009) a fost un autor american și blogger a cărui activitate s-a axat pe futurologie, transumanism și subiecte paranormale. Tonnies a crescut în Independence, Missouri și a studiat la Liceul William Chrisman și la Universitatea din Ottawa. El a trăit în Kansas City, Missouri. Tonnies a avut o prezență activă on-line și un "mic, dar devotat" grup de cititori, prezență susținută de el însuși prin munca depusă la Starbucks și alte locuri de muncă. În 2009 a murit de aritmie cardiacă, la vârsta de 34 de ani.
Ipoteza criptoterestră (din engleză: Cryptoterrestrial hypothesis) este o ipoteză emisă de Mac Tonnies pentru a explica într-un mod nou ce reprezintă OZN-urile și așa-zișii extratereștri. Această ipoteză a fost dezvoltată în blog-ul său și publicată postum mai târziu. Conform acestei ipoteze fenomenele s-ar explica prin existența unor rase secrete și misterioase de origine terestră. Aceste rase s-ar afla pe Pământ cel puțin de când a apărut omenirea și sunt descrise ca prezentând-se ca extratereștri sau ființe oculte. Este posibil ca această ipoteză să fie o extensie a ideilor lui Richard Shaver.

## Scrieri
Colecții
- Illumined Black and Other Adventures (1995)

Ficțiune scurtă
- Reflections of a Speciman (1994)
- Alchemist's Planet (1995)
- The Winter Sirens (1995)
- Illumined Black (1995)
- The Wedding (1995)
- Above the Noise (1995)
- Doing Time (1995)
- A Night's Chronicle (1995)
- Cold Memories (1995)
- The Stadium Uplink (1995)
- Waiting for Kohoutek (1995)
- One Hundred Years (2007)

Eseuri
- Bad Poetry and You: A Survival Guide (1996)